# Anax guttatus
Espèce
Répartition géographique
Statut de conservation UICN

 LC  : Préoccupation mineure
Anax guttatus, l'empereur tacheté de pâle ou le petit empereur vert, est une libellule de la famille des Aeshnidae. Cette espèce vit dans les étangs et les lacs herbeux ouverts et est tolérante à la perturbation. Elle se reproduit dans les habitats ouverts et perturbés et n'a pas de menaces connues. Elle se trouve dans de nombreux pays d'Asie, au Bangladesh, en Birmanie, au Brunei, en Chine (Guangdong, Guangxi, Hong Kong et Hainan), en Inde, en Indonésie, au Japon (Archipel Nansei), au Laos, en Malaisie péninsulaire, au Népal, en Papouasie-Nouvelle-Guinée, aux Philippines, à Singapour, au Sri Lanka, à Taïwan, en Thaïlande, au Timor oriental et au Vietnam. Elle est également connue dans le nord de l'Australie et dans de nombreuses îles du Pacifique : États fédérés de Micronésie, Îles Cook, Îles Marshall, Îles mineures éloignées des États-Unis, Kiribati.

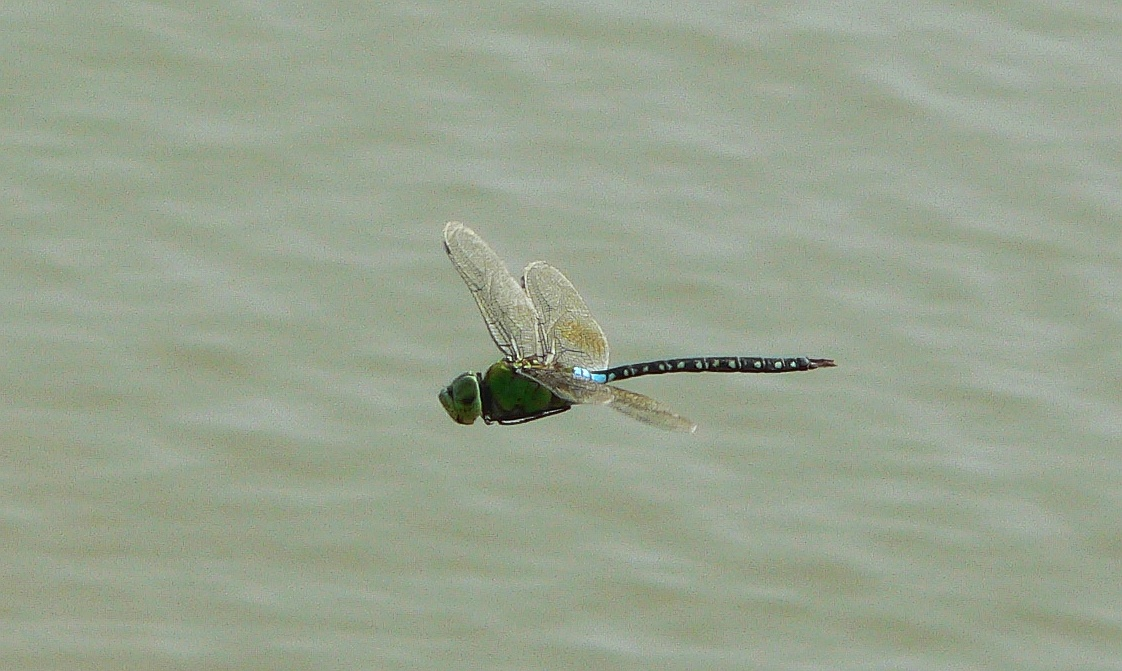
Anax guttatus mâle en vol

## Synonymie
- Aeschna guttata Burmeister, 1839
- Anax goliathus Fraser, 1922
- Anax magnus Rambur, 1842